# Lista de deputados estaduais do Pará da 13.ª legislatura
Essa é uma lista de deputados estaduais do Pará eleitos para o período 1995-1999.

## Composição das bancadas
| Partido | Líder                | Bancada | Posição  |
| ------- | -------------------- | ------- | -------- |
| PMDB    | Bira Barbosa         | 13 / 41 | Oposição |
| PPR     | Ronaldo Passarinho   | 8 / 41  | Oposição |
| PT      | José Carlos da Costa | 4 / 41  | Oposição |
| PL      | Luiz Sefer           | 3 / 41  | Governo  |
| PFL     | Joaquim de Lira Maia | 3 / 41  | Governo  |
| PP      | Duciomar Costa       | 3 / 41  | Oposição |
| PDT     | Clécio Witeck        | 3 / 41  | Governo  |
| PSDB    | Martinho Carmona     | 2 / 41  | Governo  |
| PTB     | Zenaldo Coutinho     | 2 / 41  | Governo  |

## Deputados estaduais
| Número | Deputados estaduais eleitos                  | Partido | Votação | Percentual | Cidade onde nasceu   | Unidade federativa |
| 11110  | José Rodrigues de Souza Neto (Zé Neto)       | PPR     | 27.718  | 2,24%      |                      |                    |
| 15111  | Durbiratan de Almeida Barbosa (Bira)         | PMDB    | 19.480  | 1,57%      | Chaves               | Pará               |
| 15141  | Mário Couto                                  | PMDB    | 18.730  | 1,51%      | Salvaterra           | Pará               |
| 15161  | Edílson Paiva de Abreu                       | PMDB    | 18.582  | 1,50%      | Belém                | Pará               |
| 22120  | Luiz Afonso de Proença Sefer                 | PL      | 18.082  | 1,46%      | Belém                | Pará               |
| 15125  | Wilmar Gomes Freire                          | PMDB    | 17.623  | 1,42%      | Santarém             | Pará               |
| 15121  | Antônio Armando Amaral de Castro             | PMDB    | 17.413  | 1,40%      | Igarapé-Miri         | Pará               |
| 15185  | Gervásio Bandeira Ferreira                   | PMDB    | 17.132  | 1,38%      | Santarém             | Pará               |
| 45110  | Martinho Carmona                             | PSDB    | 15.368  | 1,24%      | Belém                | Pará               |
| 11180  | Zeno Veloso                                  | PPR     | 14.880  | 1,20%      | Belém                | Pará               |
| 15190  | Isane Therezinha Zahluth Monteiro            | PMDB    | 14.484  | 1,17%      | Belém                | Pará               |
| 11120  | Antenor Fonseca de Oliveira (Antenor Bararú) | PPR     | 13.776  | 1,11%      | Santa Luzia do Pará  | Pará               |
| 11160  | Ronaldo Passarinho Pinto de Souza            | PPR     | 13.214  | 1,07%      | Belém                | Pará               |
| 11150  | Nivaldo Soares Pereira                       | PPR     | 13.009  | 1,05%      | Santarém             | Pará               |
| 15180  | Aloísio Augusto Lopes Chaves (Lula Chaves)   | PMDB    | 12.997  | 1,05%      | Belém                | Pará               |
| 11161  | Fernando José Bahia                          | PPR     | 12.443  | 1,00%      | Acará                | Pará               |
| 15128  | Herundino Moreira Júnior                     | PMDB    | 12.278  | 0,99%      | Cametá               | Pará               |
| 15163  | José Nassar Neto                             | PMDB    | 12.230  | 0,99%      |                      |                    |
| 39200  | Elza Abussafi Miranda                        | PP      | 12.162  | 0,98%      | São Vicente          | São Paulo          |
| 15138  | Rosa de Fátima Barge Hage                    | PMDB    | 11.939  | 0,96%      | Belém                | Pará               |
| 15195  | Antônio Rocha                                | PMDB    | 11.931  | 0,96%      | Santarém             | Pará               |
| 13101  | José Carlos Lima da Costa (Zé Carlos)        | PT      | 11.387  | 0,92%      | Belém                | Pará               |
| 15171  | Manoel Pioneiro                              | PMDB    | 11.021  | 0,89%      | Nova Módica          | Minas Gerais       |
| 25125  | André Teixeira Dias                          | PFL     | 10.910  | 0,88%      | Belém                | Pará               |
| 25222  | Joaquim de Lira Maia                         | PFL     | 10.839  | 0,87%      | Santarém             | Pará               |
| 14214  | Zenaldo Coutinho                             | PTB     | 10.750  | 0,87%      | Belém                | Pará               |
| 13125  | João Batista Araújo (Babá)                   | PT      | 10.538  | 0,85%      | Faro                 | Pará               |
| 25192  | Luiz Otávio Campos                           | PFL     | 10.500  | 0,85%      | Belém                | Pará               |
| 11115  | Cipriano Sabino de Oliveira Júnior           | PPR     | 10.186  | 0,82%      | Prainha              | Pará               |
| 11111  | Haroldo Heráclito Tavares da Silva           | PPR     | 10.079  | 0,81%      | Belém                | Pará               |
| 13119  | Zé Geraldo                                   | PT      | 10.028  | 0,81%      | São Gabriel da Palha | Espírito Santo     |
| 39113  | Duciomar Costa                               | PP      | 10.001  | 0,81%      | Tracuateua           | Pará               |
| 45151  | Maria de Lourdes Lima de Oliveira            | PSDB    | 9.676   | 0,78%      |                      |                    |
| 14111  | Noé Xavier Rodrigues Palheta                 | PTB     | 9.546   | 0,77%      | Vigia                | Pará               |
| 12220  | Clécio Witeck                                | PDT     | 9.242   | 0,75%      | Toledo               | Paraná             |
| 13131  | Raimundo Luiz Silva Araújo                   | PT      | 8.844   | 0,71%      |                      |                    |
| 12112  | Matildo Dias da Silva                        | PDT     | 8.652   | 0,70%      |                      |                    |
| 12234  | Mário Aparecido Moreira                      | PDT     | 8.629   | 0,70%      | Redenção             | Pará               |
| 39111  | Gedeão Dias Chaves                           | PP      | 7.813   | 0,63%      | Grajaú               | Maranhão           |
| 22100  | Nadir da Silva Neves                         | PL      | 5.939   | 0,48%      | Belém                | Pará               |
| 22170  | Sebastião Oliveira da Silva                  | PL      | 5.920   | 0,48%      | Igarapé-Açu          | Pará               |